# A Bunch of Violets (film 1912)
A Bunch of Violets è un cortometraggio muto del 1912 diretto da Edwin R. Phillips.

## Trama
Dopo aver perso il figlio, Violet Ray, una popolare attrice, continua a restare accanto al marito, un ubriacone nullafacente. A teatro, la giovane Mabel - figlia di un fiorista e grande ammiratrice di Violet - le porta in omaggio ogni pomeriggio un mazzo di violette. L'attrice prende in simpatia la ragazzina e comincia a trattarla come una figlia, portandola anche a casa sua. Il marito, intanto, diventa sempre più intrattabile e brutale, tanto che, un giorno, Violet chiede la protezione di Alec, un suo ammiratore di città, che le aveva già chiesto di lasciare il marito e di sposare lui, ricevendo un rifiuto. Mentre sta aspettando Alec, arriva il padre di Mabel che le porta il solito mazzo di violette: Mabel non è potuta venire perché è rimasta vittima di un brutto incidente e, trovandosi in ospedale, ha mandato lui al suo posto. Intenerita da quelle violette, Violet ritorna sulla sua decisione e decide di rimanere per amore di Mabel.

## Produzione
Il film fu prodotto dalla Vitagraph Company of America.

## Distribuzione
Distribuito dalla General Film Company, il film - un cortometraggio di 300 metri, ovvero un rullo - uscì nelle sale cinematografiche statunitensi il 10 luglio 1912.